# Luthern
Luthern ist eine politische Gemeinde im Wahlkreis Willisau des Kantons Luzern in der Schweiz. Sie besteht aus den Dörfern Hofstatt, Flühlen, Luthern (auch Luthern Dorf, alemannisch Luthere) und Luthern Bad sowie Einzelhöfen. In Luthern Bad befindet sich der gleichnamige Wallfahrtsort mit der Wallfahrtskirche Maria-Heilbronn.

## Geographie
Die Gemeinde liegt südwestlich von Willisau im Luthertal. Das Gemeindegebiet ist in Nord-Süd-Richtung 12,2 km lang und bis zu 5 km breit. Sie ist eine der flächengrossen Gemeinden des Kantons Luzern und liegt im zerklüfteten Hügel- und Bergland nördlich des Napfs. Die Ostgrenze geht vom Napf (1406 m ü. M.) immer nordwärts, biegt nordöstlich von Brügglismatt nach Westen ab bis zum Warmisbach und führt diesem entlang in südwestlicher Richtung bis zur Kantonsgrenze zum Kanton Bern. Die Kantonsgrenze geht in südlicher Richtung bis zum Ahorn (1140 m ü. M.). Von dort aus führt die Grenze in südöstlicher Richtung über den Gume (1166 m ü. M.), die Chatzerschwand (1191 m ü. M.), die Ober Scheidegg (1235 m ü. M.) bis zum Höchänzi (1368 m ü. M.) einem Grat entlang. Vom Höchänzi aus geht es nach Osten über den Änzisattel (1196 m ü. M.) und die Niederenzi (1233 m ü. M.) zurück zum Napf. Die Höhenzüge, die die West- und Südgrenze der Gemeinde bilden, sind zugleich Kantonsgrenze zum Kanton Bern.
Luthern grenzt an die Luzerner Gemeinden Hergiswil bei Willisau, Ufhusen und Willisau. Die Nachbargemeinden Eriswil, Sumiswald und Trub liegen im Kanton Bern.

## Bevölkerung
Bis 1850 wuchs die Einwohnerzahl (1798–1850: + 15,3 %), dann ging die Bevölkerung infolge Abwanderung in die Industriegebiete bis 1910 stark zurück (1850–1910: − 17,5 %). Zwischen 1930 und 1941 stieg sie stark an, blieb dann ein Jahrzehnt stabil und sank danach bis 1990 wegen einer weiteren grossen Abwanderungswelle (1950–1990: − 25,8 %). Das Jahr 1990 markierte den historischen Bevölkerungstiefststand. Nach einem kleinen Wachstum in den 1990er-Jahren (1990–1995: + 8,3 %) setzte wiederum ein Rückgang ein, der bis heute anhält (2000–2010: − 10,8 %).
Quelle: Bundesamt für Statistik; 1850 bis 2000 Volkszählungsergebnisse, 2010 ESPOP, seit 2011 STATPOP

### Sprachen
Die Bevölkerung benutzt als Alltagssprache eine hochalemannische Mundart. Bei der letzten Volkszählung im Jahr 2000 gaben 98,5 % Deutsch, 0,7 % Portugiesisch und 0,6 % Albanisch als Hauptsprache an.

### Religionen – Konfessionen
Früher war die gesamte Einwohnerschaft Mitglied der Römisch-Katholischen Kirche, das änderte sich durch Zuwanderung aus anderen Regionen der Schweiz ein wenig. Im Jahr 2000 zählte Luthern 83 % römisch-katholische, 11 % evangelisch-reformierte, 0,5 % christkatholische und 0,86 % konfessionslose Einwohner.

### Herkunft – Nationalität
Ende 2022 zählte die Gemeinde 1248 Einwohner. Davon waren 1175 Schweizer Staatsangehörige und 73 (= 5,8 %) Menschen anderer Staatsangehörigkeit. Die grössten Zuwanderergruppen kommen aus Deutschland (25 Menschen), Portugal (13) und dem Kosovo (7).

## Geschichte

### Mittelalter und Neuzeit

Luftbild (1950)

Das Lutherntal mit dem an den Hof Schwarzenbach geknüpften Kirchensatz und der Burg Walsberg oder Waldsberg (heute Ruine) bildete eine Herrschaft. Hochgerichtsrechte als Teil des späteren Freiamtes Willisau besassen bis um 1172 die Lenzburger, bis 1407 die Habsburger. Lutrun wird erstmals im Jahr 1275 in einem päpstlichen Verzeichnis über die Siedlungen in der Diözese Konstanz erwähnt. 1283 verkauften es die Freiherren von Affoltern an die Ritter von Hünenberg. Diese veräusserten das Tal im Jahr 1414 an Ueli (Ulrich) Hugi und Hensli (Hans) Bircher. Weil der Letztere seinen Anteil an die Stadt Luzern weiterverkaufte, wurde es Teil der Vogtei Willisau. Von 1798 bis 1803 gehörte es zum Distrikt Willisau, seither zum Amt Willisau.

### Aktuelle Entwicklung
Mangelndes Angebot an Arbeitsplätzen, weite Distanzen sowie ein hoher Steuerfuss gelten als Hauptgründe des aktuellen Bevölkerungsrückgangs. Die vom Kantonsrat Luzern beschlossene Finanzordnung entzieht der Gemeinde den ehemals schon kleinen finanziellen Spielraum. Die weitläufigen, ländlichen Randgemeinden der Ämter Entlebuch und Willisau gelten als „Verlierergemeinden“ der neuen Finanzordnung, so auch Luthern. Heute kämpft die Gemeinde energisch gegen die starke Abwanderung. Im September 2008 fand in Luthern Dorf eine Zukunftskonferenz im Rahmen des «Pilotprojekts Gemeindeentwicklung am Beispiel der Gemeinde Luthern» statt. Das Projekt zeichnet verantwortlich für das Label natürlichLUTHERTAL. Der Verein Pro Luthertal engagiert sich für eine Aufwertung des Tales mit verschiedenen Projekten. Zur Diskussion stand auch ein ganzjähriges Jurtendorf. Der Förderverein Luthern Bad setzt sich ein, den Wallfahrtsort aufzuwerten.

### Namen
Viele Geschlechter wanderten früher aus dem Entlebuch über den Napf ins Luthertal ein. So stammen die heute häufig vorkommenden Familiennamen wie Bieri, Lustenberger, Portmann, Stadelmann, Thalmann und Zemp von dort. Ältere Luthertaler Namen sind Affentranger, Bammert, Bättig, Bernet, Birrer, Burkart, Christen, Dubach, Eggermann, Ernst, Flückiger, Frei, Geisseler, Gernet, Grüter, Häfliger, Heller, Hiltbrunner, Hodel, Huber, Kaufmann, Kiener, Klauser, Künzler, Meier, Merz, Meyer, Müller, Rohrhirs, Rösch, Schärli, Schmidiger, Steiner, Stöckli, Tanner, Wart, Wasmer, Weber, Wechsler, Wirz, Zeder, Zettel, Zimmerli und Zimmermann. Der Name Birrer ist am häufigsten anzutreffen und entstand in der frühen Neuzeit aus dem Namen Bircher.

## Politik

### Gemeinderat
Der Gemeinderat Luthern besteht aus fünf Mitgliedern und ist wie folgt aufgestellt (Amtsdauer 2020–2024):
- Alois Huber (Die Mitte): Gemeindepräsident
- Priska Zettel-Arnet (Die Mitte): Kultur/Tourismus
- Martin Bucher (FDP): Infrastruktur
- Hans Peter (Die Mitte): Finanzen
- Anita Peter-Amstutz (Die Mitte): Soziales

### Kantonsratswahlen
Bei den Kantonsratswahlen 2023 des Kantons Luzern betrugen die Wähleranteile in Luthern: Mitte (mit JMitte und Mitte60+) 56,82 %, SVP 30,10 %, FDP 8,04 %, SP 2,60 %, glp 1,33 % und Grüne 1,11 %.

### Nationalratswahlen
Bei den Schweizer Parlamentswahlen 2023 betrugen die Wähleranteile in Luthern: Mitte 51,7 %, SVP 35,1 %, FDP 5,6 %, SP 1,6 %, glp 1,2 %, Grüne 1,1 %, übrige 3,7 %.

## Infrastruktur

### Bildungseinrichtungen
Die Gemeinde betreibt auf Grund des flächenmässig grossen Einzugsgebietes mehrere Schulhäuser. In Hofstatt wird eine Eingangsstufe geführt, wo Kindergarten sowie die erste und die zweite Klasse der Primarstufe fliessend ineinander übergehen. In Luthern Dorf befindet sich das Schulhaus mit den Klassen drei bis sechs der Primarstufe sowie die Sekundarstufe I. Vor einigen Jahren wurde die Aussenschule Flühlen aufgehoben, 2009 musste auch die Schule von Luthern Bad ihre Tore schliessen. Die nächstgelegene Kantonsschule (Sekundarstufe II) und die Berufsschule befinden sich in Willisau.

### Kultur und Sport
Luthern hat ein lebendiges Vereinswesen für Jung und Alt, das Angebot reicht von Musik- und Turnvereinen über Sportclubs bis zum Jugendverein. Mit dem Projekt «Kultur-Bad» wurde 2011 für das ehemalige Schulhaus Luthern Bad ein kulturelles Angebot im Luzerner Hinterland geschaffen. Eine erste Ausstellung erfolgte unter dem Namen «Mythos Napf» mit Bildern des Künstlers Menel Rachdi.

### Verkehr
Die Knotenpunkte des öffentlichen Verkehrs liegen in Hüswil und Zell, wo es Anschluss an die Linien S6 und S7 der S-Bahn Luzern gibt. Das Luthertal wird durch den Postautokurs Zell – Hüswil – Ruefswil – Hofstatt – Luthern – Luthern Bad erschlossen. Hüswil liegt an der Hauptstrasse 23 (Burgdorf – Sumiswald – Huttwil – Sursee – Beromünster – Reinach – Aarau). Die nächste Einfahrt auf das Autobahnnetz befindet sich ungefähr 25 km entfernt und ist erreichbar über die Hauptstrasse 23 bis Burgrain und weiter über die Hauptstrasse 2a bis nach Dagmersellen, mit Anschluss an die Autobahn A2.

## Tourismus

### Erholungsgebiet
Das Luthertal ist bei Mountainbikern bekannt, es gibt ein Bike-Hotel mit Velowerkstatt. Die beschilderten Bike-Trails sind GPS-tauglich. Luthern Dorf und Luthern Bad sind Ausgangsorte zu Wanderungen im Luthertal, auf die Badegg, das Ahorn und den Napf. Das Napfgebiet hat sich in den letzten Jahren auch als Ausflugsziel zum Schneeschuhwandern etabliert, seit 2010 sind zwei Rundwanderungen ab Luthern Bad beschildert. Im Sommer 2010 erfolgte die Eröffnung eines Nordic Fitness Trails. Weiter gibt es einen Sagenweg mit einem modernen Grillplatz sowie einen Spielplatz mit Holzfiguren in Lebensgrösse.

### Brauchtum
Zur Fasnacht veranstalten die Schleipfgrende jeweils die Tanneschleipfete, wo sie durch die Guggenmusik Fluehfäger unterstützt werden.

### Sehenswürdigkeiten
Die Pfarrkirche und die umliegenden Häuser mit Pfarrhof, Zehntenscheune und Gemeindehaus gehen auf die Bautätigkeit des Klosters St. Urban zurück und wurden 1752 bis 1781 erbaut. Sie gelten als einer der schönsten Dorfkerne der Schweiz. Die Kapelle auf dem Heuberg, das sogenannte Heubärg-Chäppeli (Heuberg-Kapelle) oberhalb von Luthern Dorf ist den vierzehn Nothelfern geweiht.

### Wallfahrtsort
Luthern Bad, ein Weiler vier Kilometer hinter Luthern Dorf am Fusse des Napfs, ist seit 1581 ein bekannter Marienwallfahrtsort, der im Volksmund auch «Einsiedeln des kleinen Mannes» genannt wird. Auf Weisung der ihm im Traum erschienen Gottesmutter wusch sich damals der gichtkranke Jakob Minder in der von ihr gezeigten Quelle hinter seinem Haus und war gemäss Überlieferung sofort gesund. 1583 wurde dieses Ereignis von der Luzerner Regierung untersucht. Im gleichen Jahr errichtete man die Badbrünnlikapelle, welche der damalige Bischof von Konstanz, Markus Sittikus III. von Hohenems einweihte. Die Gnadenquelle wird auch heute noch täglich von vielen Pilgern aus der ganzen Schweiz aufgesucht. 1752 wurde eine zweite, grössere Kapelle erbaut, die jedoch nicht mehr existiert. An ihrer Stelle sind heute der Dorfplatz und der Vorplatz zum Restaurant «Hirschen» vorzufinden. Die neue, nach Plänen des Architekten August Boyer aus Luzern erbaute und 1950 eingeweihte Wallfahrtskirche Maria-Heilbronn hat vier Glocken mit Stimmung f – as – b – c2.
Es finden sich ein neuer «Luthernbrunnen», der Jakob Minder‐Weg zum neuen Kreuz, ein restaurierter Strahlenkranz der Muttergottes in der Badbrünnlikapelle und der neu gestaltete «Dreilindenplatz».
Früher befand sich in Luthern Bad das Mutterkloster der Eremiten, welche hier ausgebildet wurden, bevor sie in die verschiedenen Einsiedeleien der Schweiz zogen. Von diesem ehemaligen Kloster sind heute nur noch der gewölbte Klosterkeller sowie das «Brennhäuschen» vorhanden, wo die Eremiten einst ihren Schnaps brannten.

### Sonstiges
Auf dem Gemeindegebiet von Luthern befindet sich der Schiessplatz Bodenänzi der Schweizer Armee.
Gemäss Medienberichten engagiert sich die Gemeinde Luthern für eine Energieversorgung ohne Erdöl.

## Galerie

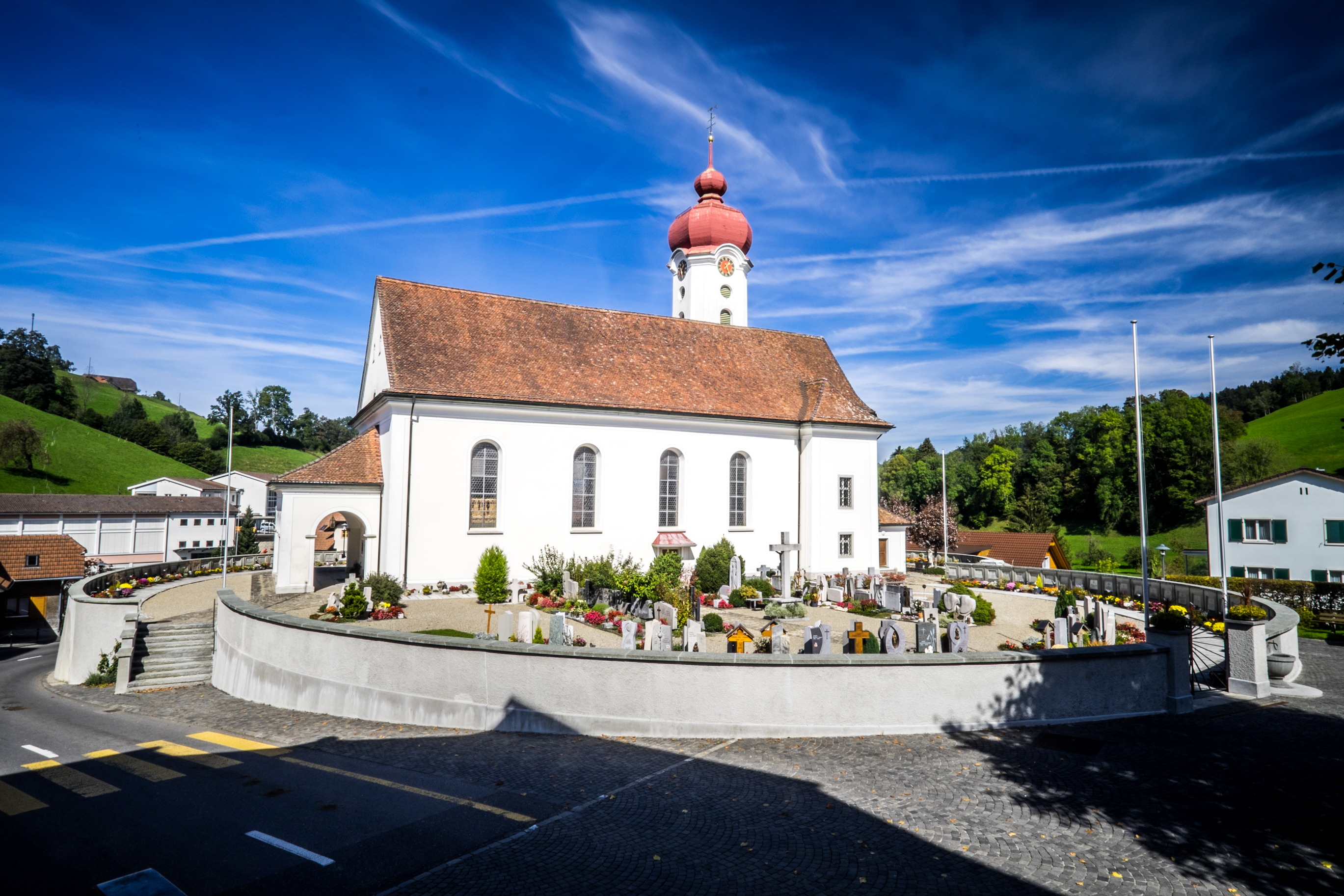
St.-Ulrich-Kirche im Dorfkern
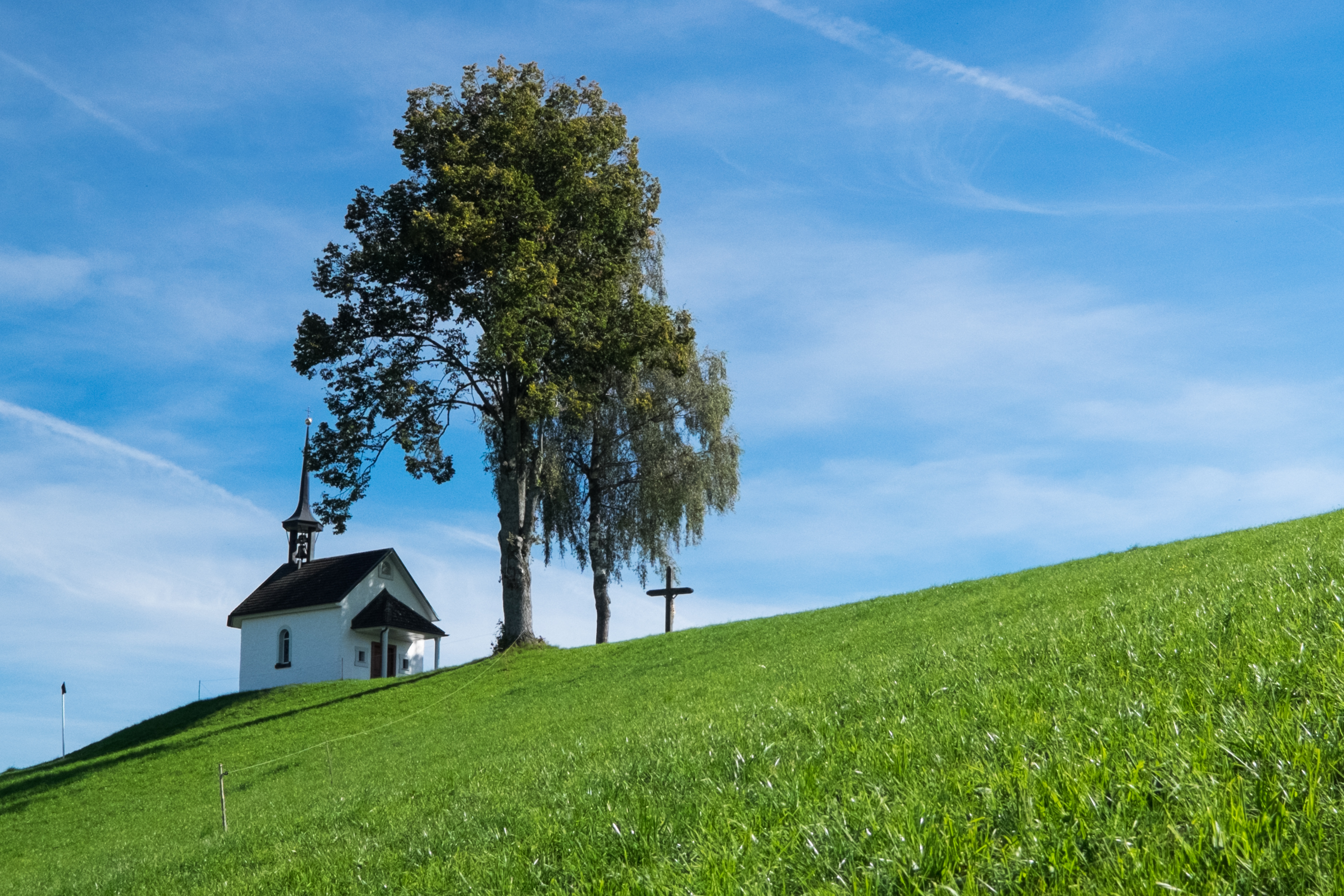
Heuberg-Kapelle
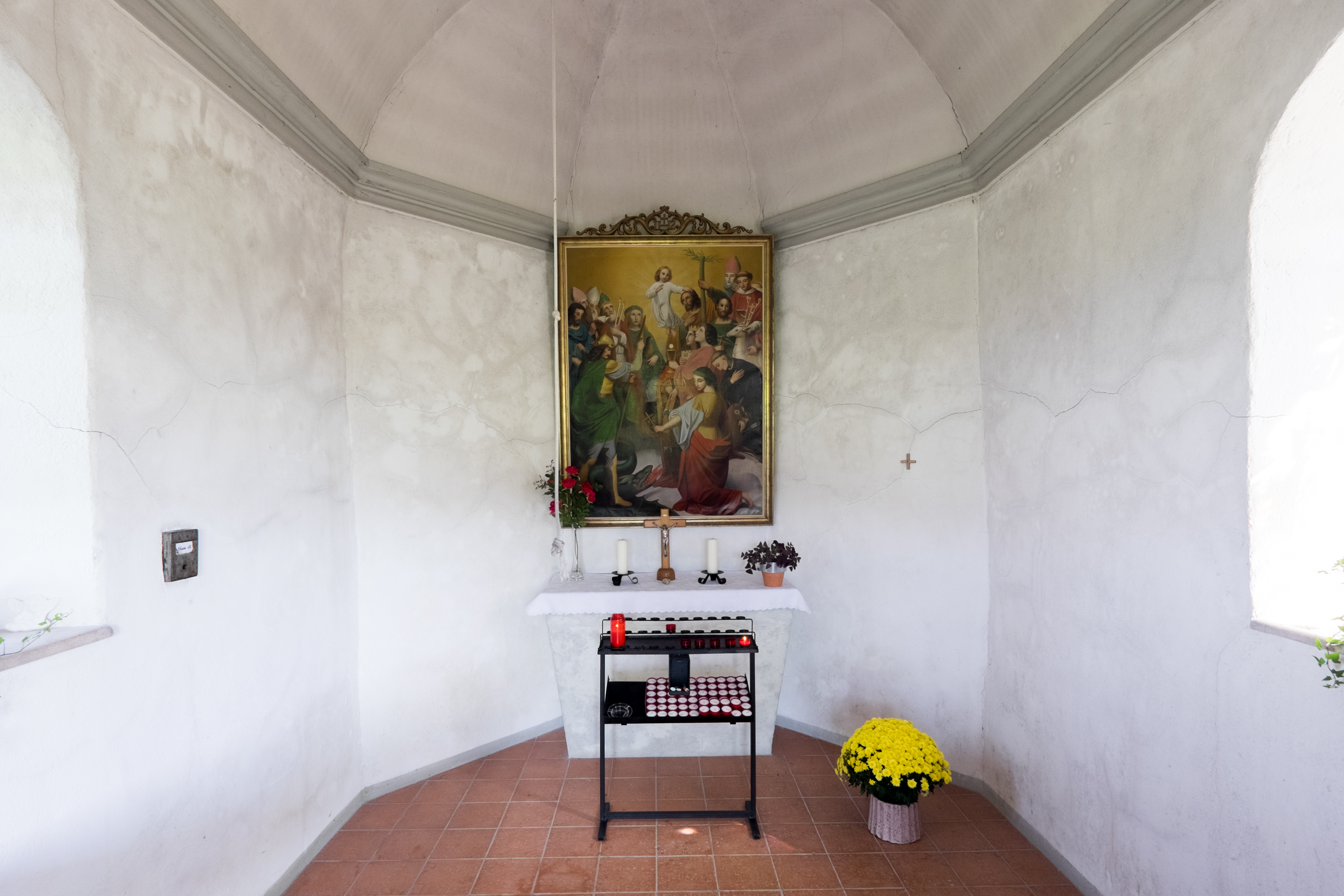
Innenansicht der Heuberg-Kapelle
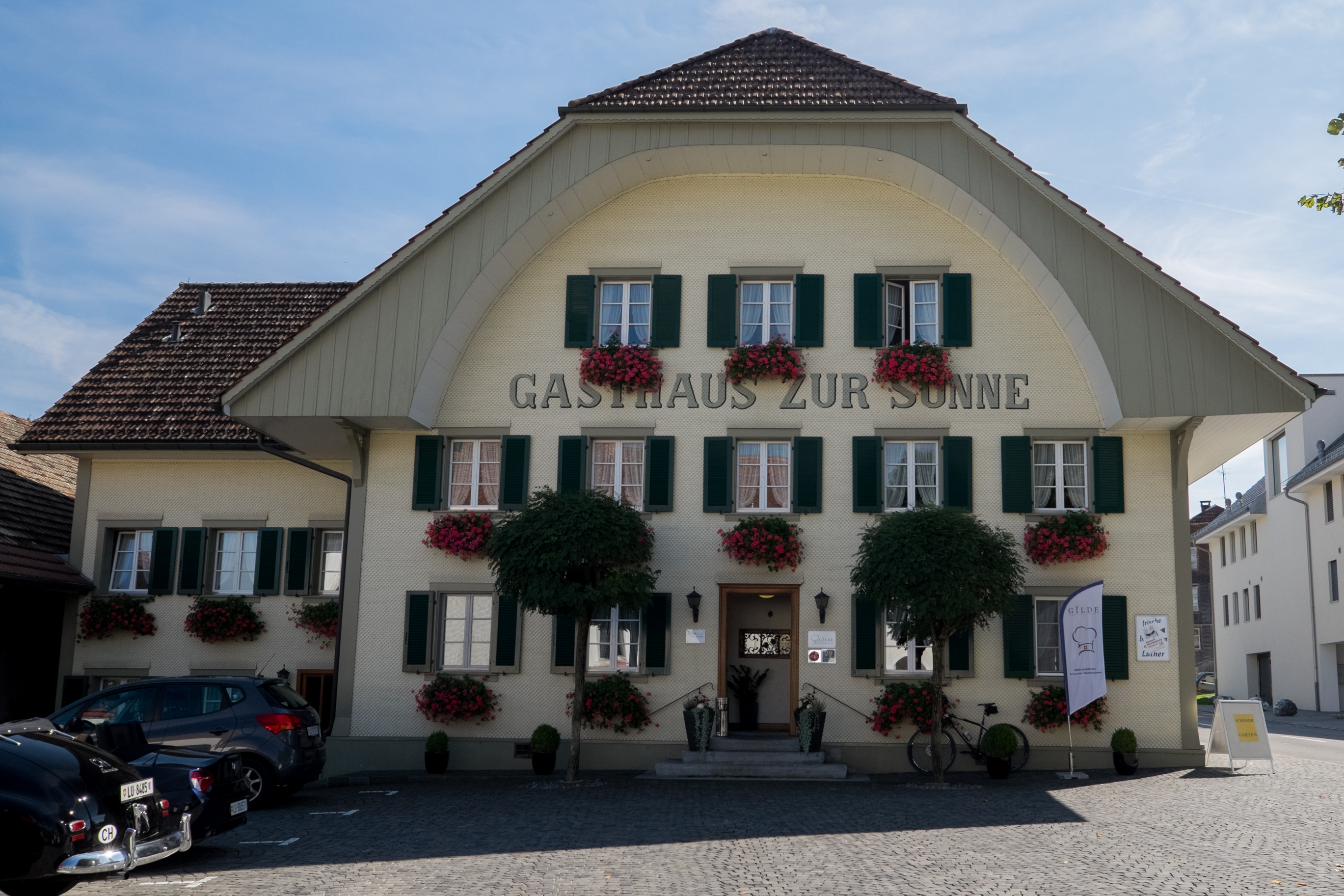
Gasthaus «zur Sonne» im Dorfkern
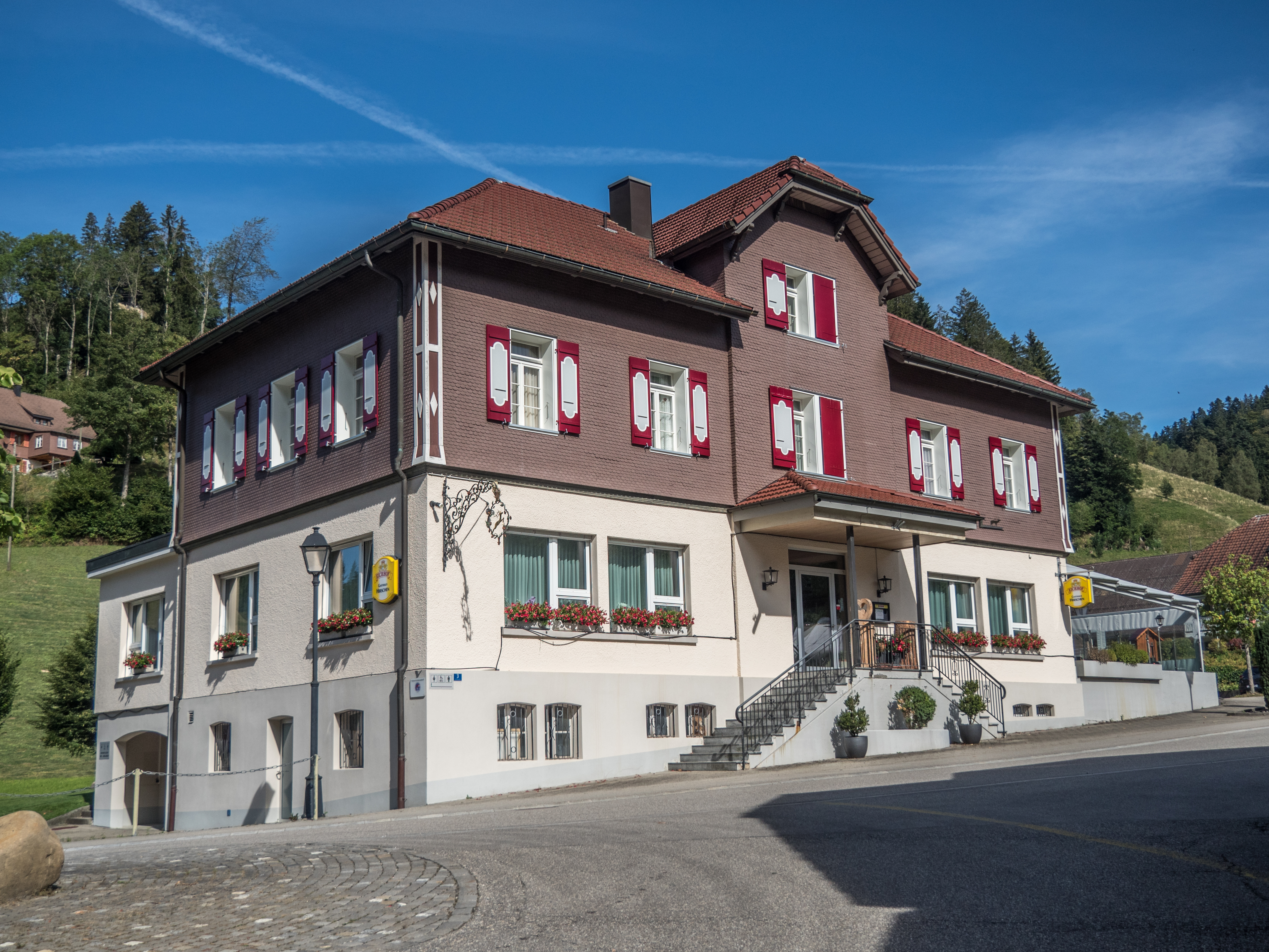
Gasthaus «Hirschen» in Luthern Bad
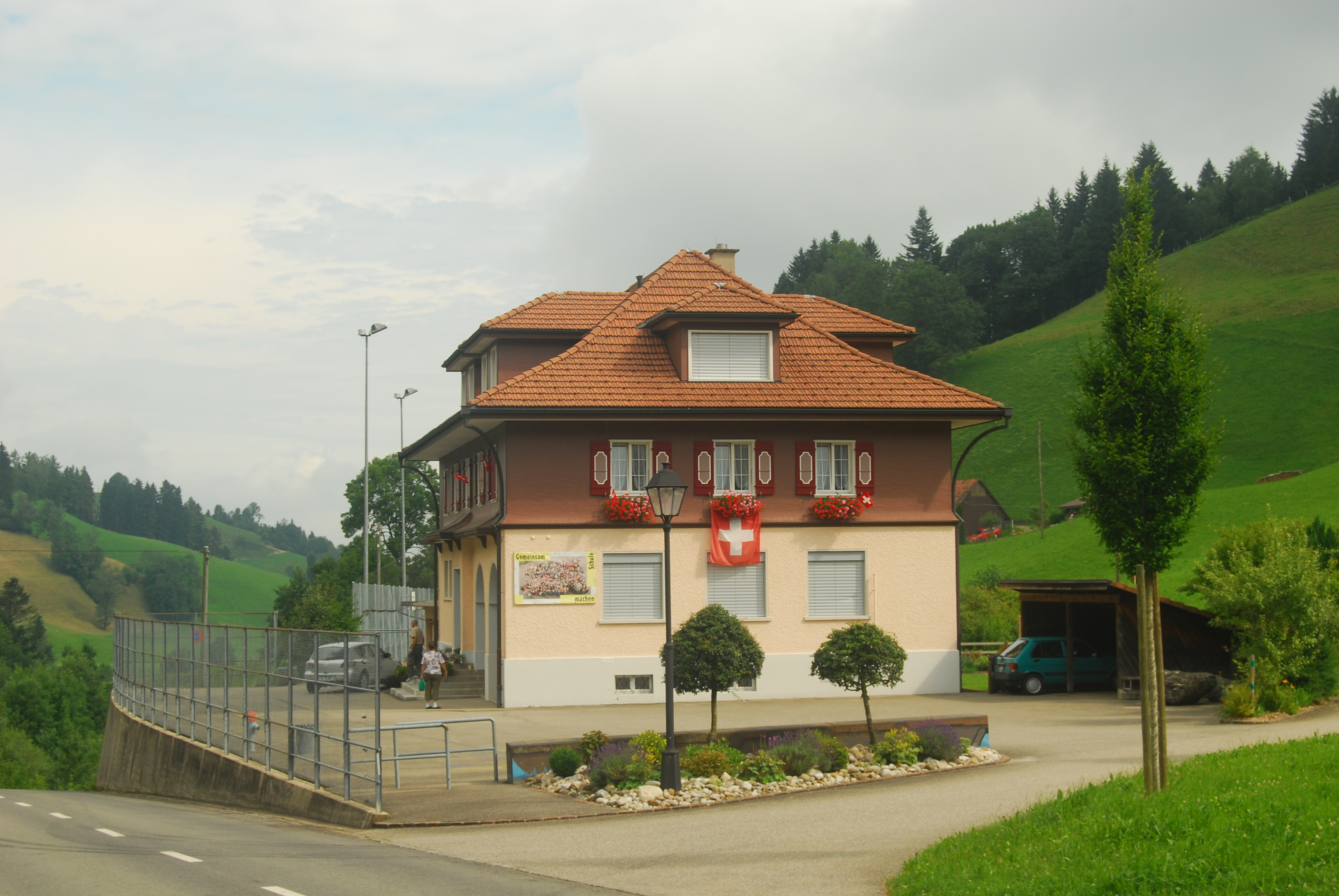
Ehemaliges Schulhaus von Luthern Bad
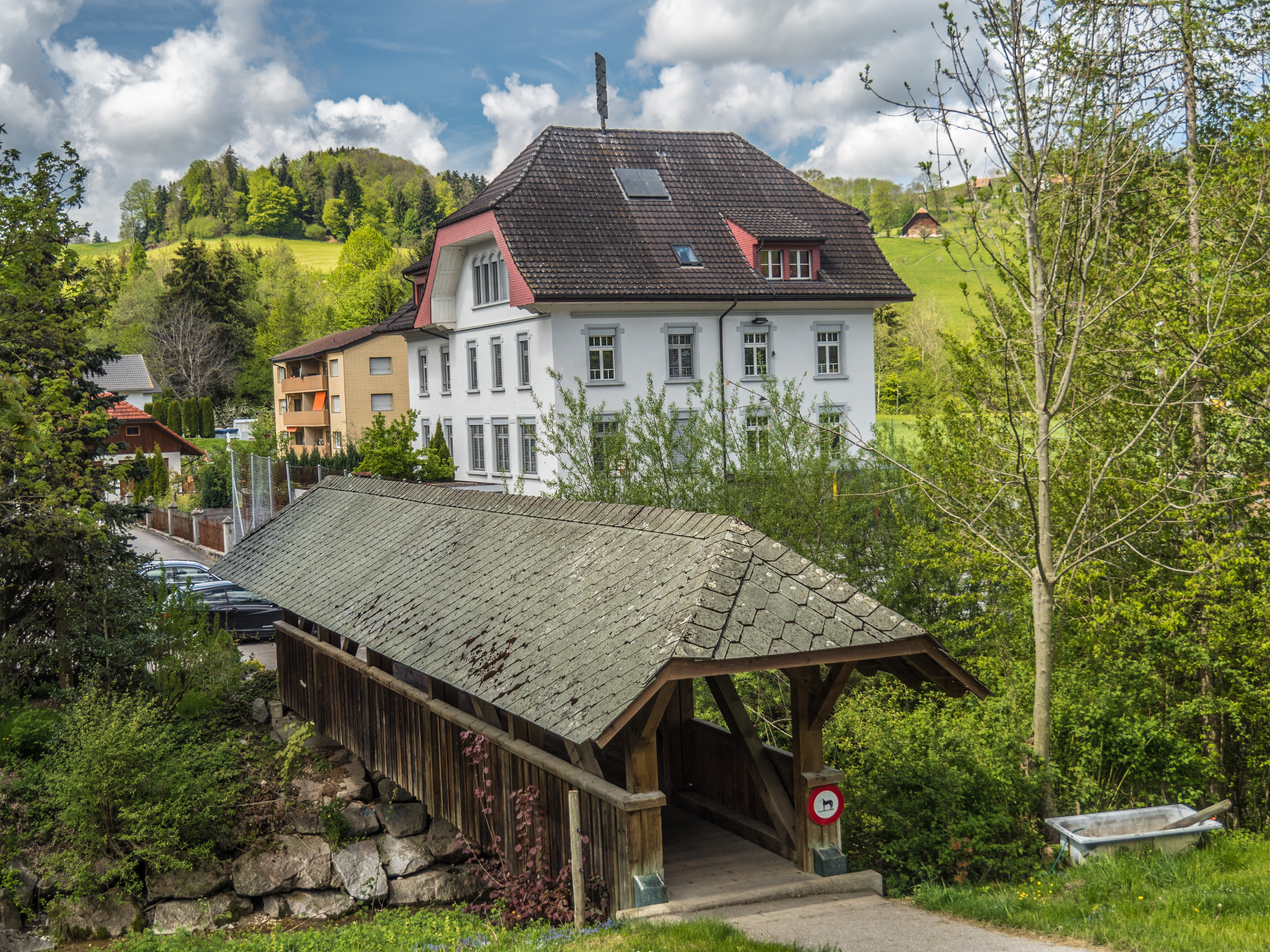
Gedeckte Holzbrücke und Schulhaus in Hofstatt
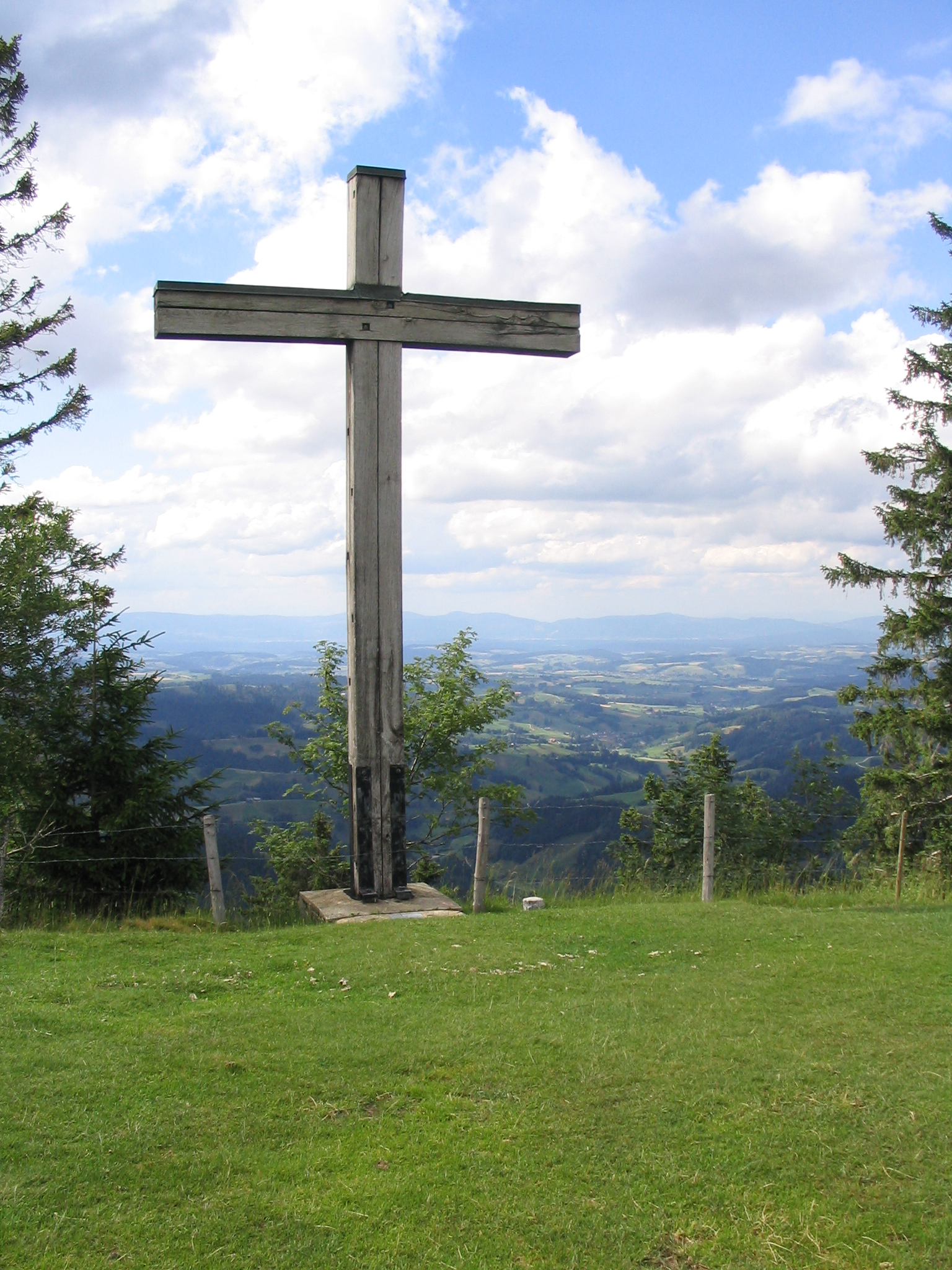
Blick vom Napf ins Lutherntal
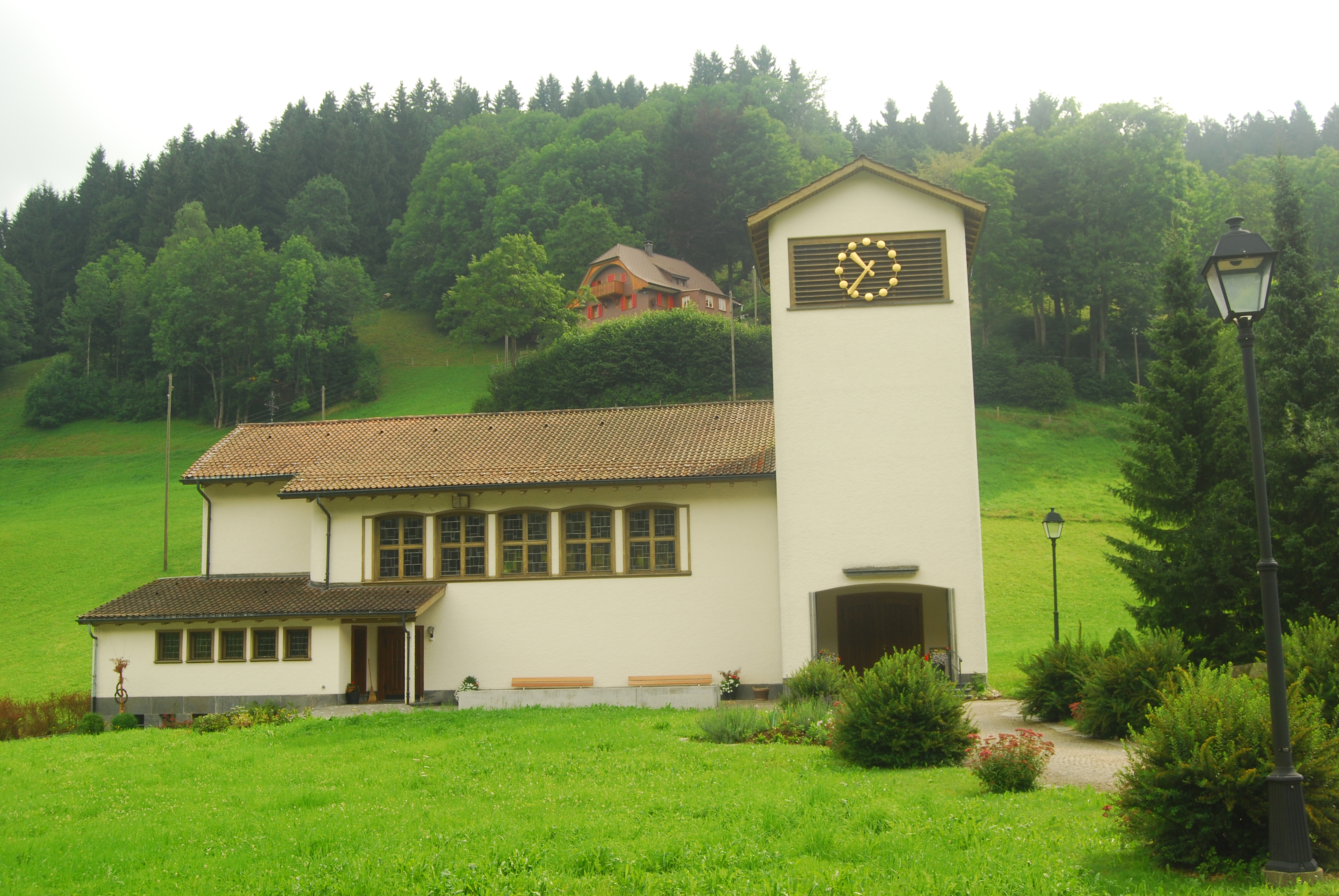
Wallfahrtskirche Maria-Heilbronn in Luthern Bad
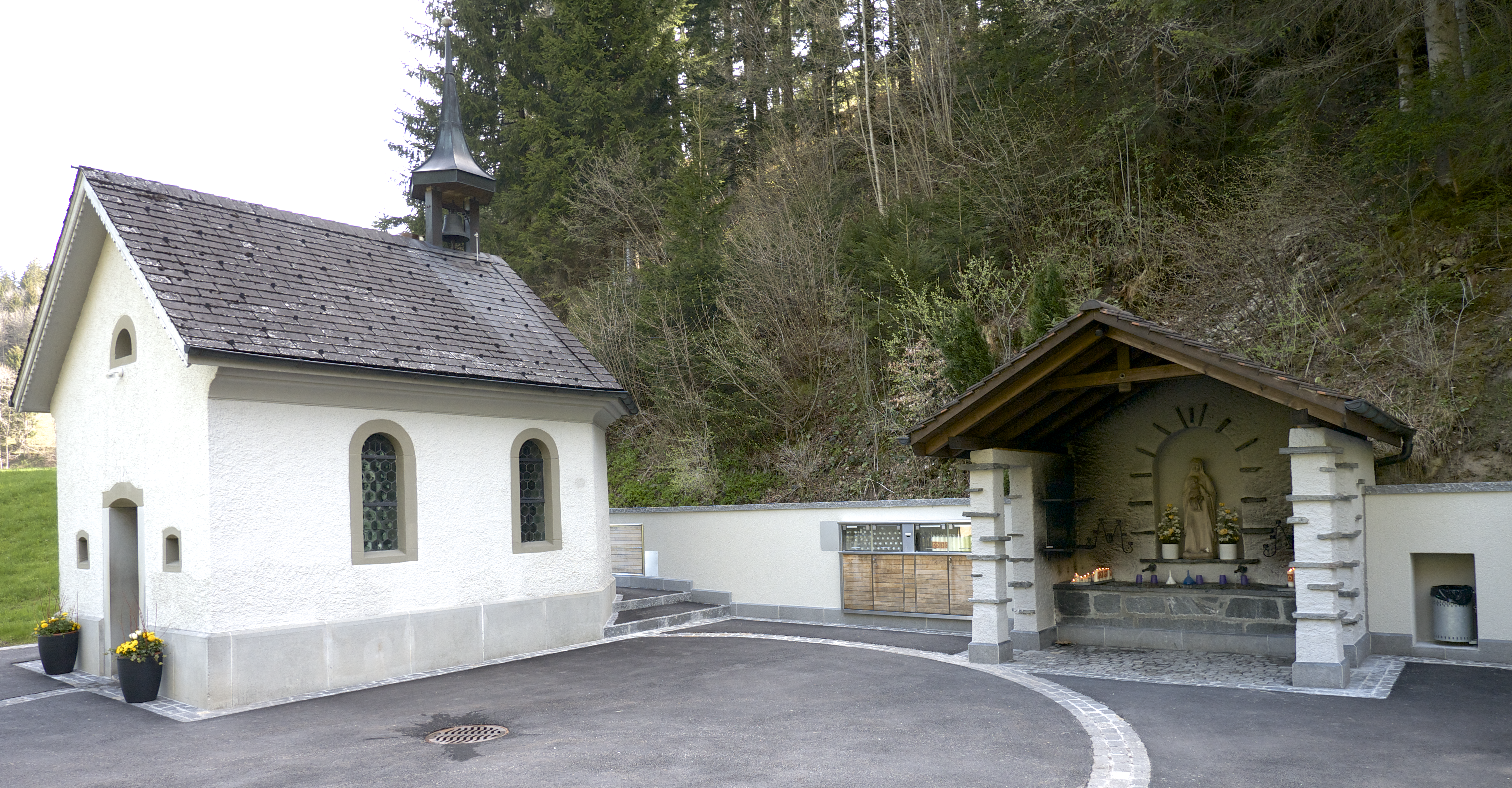
Badbrünnlikapelle
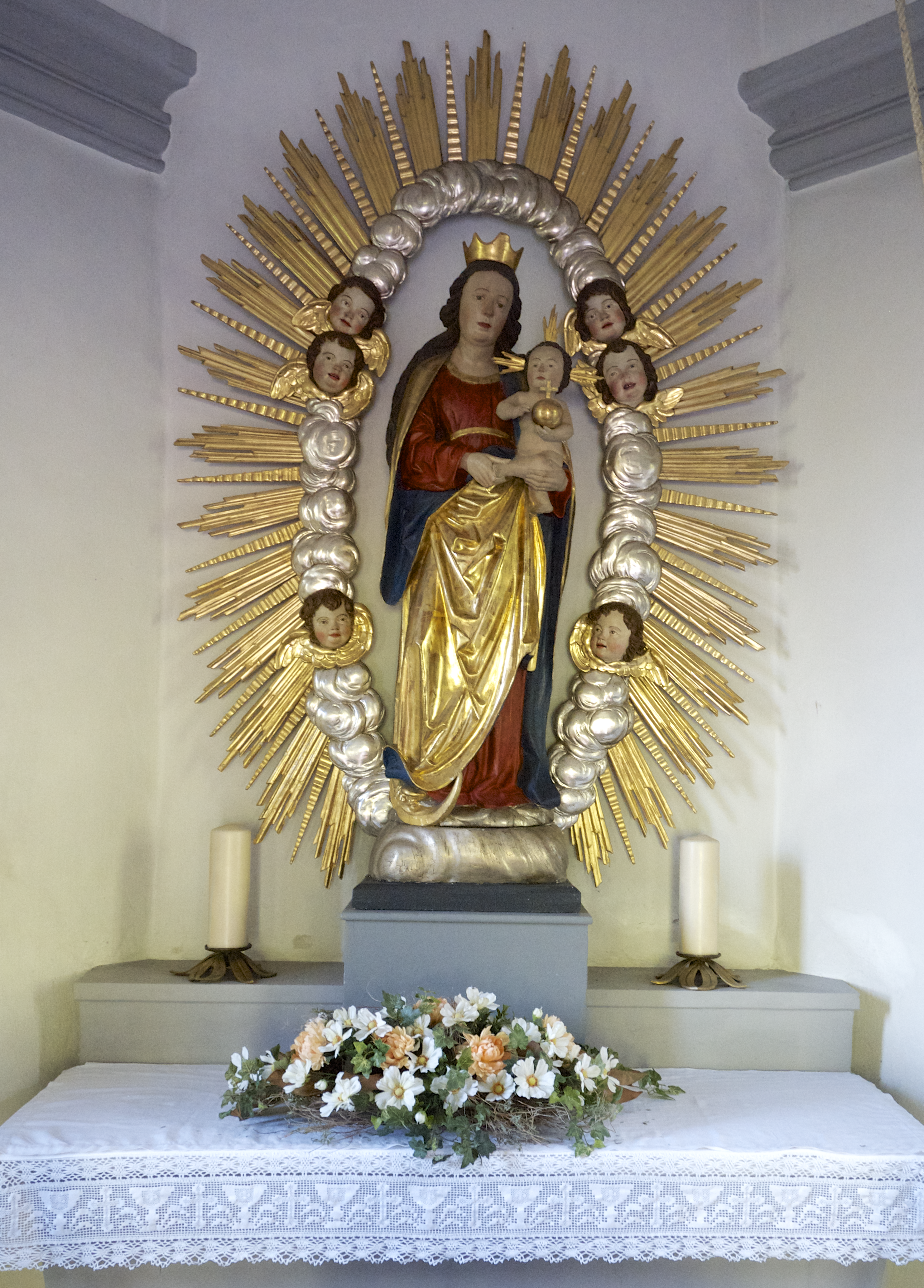
Badbrünnlikapelle
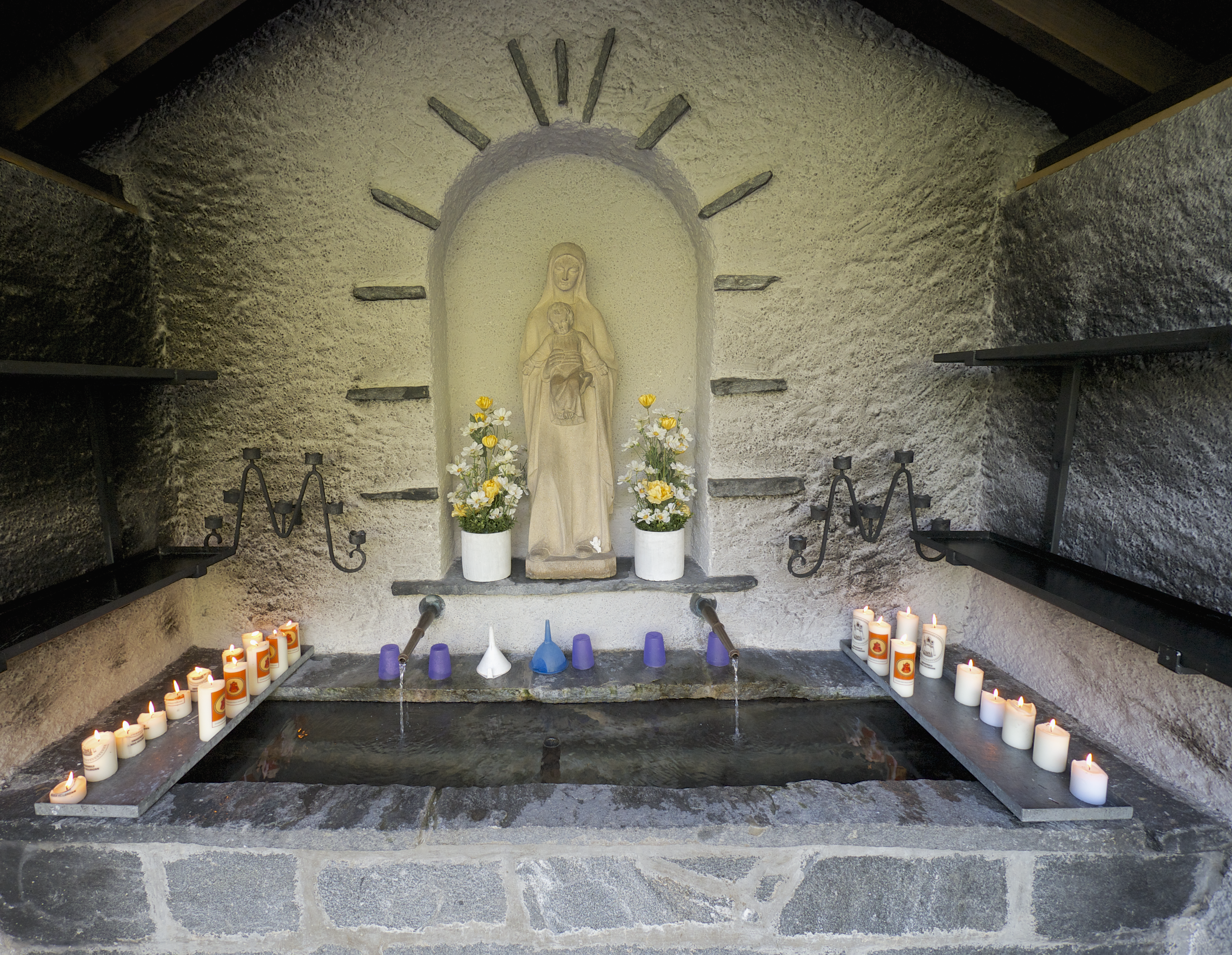
Badbrünnli

## Persönlichkeiten
- Johannes Barzaeus (* 1592 in Sursee; † 1660 in Schönenwerd), neulateinischer Dichter. Er verfasste u. a. einen eigenen Marienhymnus sowie eine Bearbeitung des Marienhymnus des heiligen Kasimir. Von 1630 bis 1634 war er Pfarrer in Luthern.
- Josef Schärli (* 1920 in Luthern; † 2008 in Stans), Stiftspropst des Stifts Beromünster und langjähriger Vorsitzender des Landespräsidiums der Schönstatt-Bewegung.
- Anton Wermelinger, ehemaliger Chef Sonderdienst der Kripo Luzern, von 1962 bis 1965 Gardist und heute Ehrenmitglied der Schweizergarde in Rom, ist in Luthern aufgewachsen.[40]
- Rico Peter (* 1983 in Luthern), Bobfahrer und Teilnehmer der Olympischen Spiele 2014